# إسلام جاويش
إسلام نعيم إبراهيم محمد جاويش (1 أبريل 1989 -) هو كاتب ساخر ورسام كاريكاتير مصريْ شاب، كانت بداية إسلام جاويش في عالم التدوين والمدونات واستطاع أن يجذب إليه عدد من الجمهور، ثم زاد من نشاطه في فن الكاريكاتير الذي كان بالنسبة له نقطة تحول إلى أن وصل إلى عالم الكتابة والتأليف وصدر له روايتان إلكترونيتان هما «الجندي المجهول» والثانية «إلى ان يطمئن قلبي»، يذكر انه كان رئيس مجلس إدارة مجلة ميكانو سابقاً، شارك إسلام جاويش في الشارع السياسي قبل وبعد الثورة، كما أنه مؤسس جريدة الثوار.

## أعمالة الأدبية
- الراجل اللي واقف ورا الكتاب - دار اكتب
- الثورة 2552 - دار اكتب
- لبن العصفور - دار اكتب تحت الطبع

كما أنه شارك في العديد من الجرائد والصحف المصرية، ويعمل أيضاً كمصمم لأغلفة الكتب حيث قام بتصميم هذه الروايات:

## أعمالة الفنية
قام بتصميم اغلفة كتب عديدة منها 
- انا وماما والكيميا - سامية أبو زيد - دار اكتب
- رواية سكترما - اوطان بلون الفراولة للكاتب محمد سامي البوهي - دار اكتب
- الشاهد الأخير - أسعد سعدي - دار رواية
- انا اسف باريس - السباعي يوسف - دار عرب للنشر
- أرض الأحزان - رواية - محمد عبد الرحمن - دار اكتب
- الوسوسة البرزخية - شعر - إبراهيم طاحون - دار اكتب
- انا مصر - سيد شعبان - دار اكتب
- كل الكلام - شعر - عمرو سلامة - دار اكتب
- موبايل زكي رستم - ساخر - سامي كمال الدين - دار اكتب
- جبانة الأجانب - مجموعة عن منتدى التكية الأدبي - دار اكتب
- الخروج عن النص - محمد طه - دار تويا
- عبارة السلام «ليلة باردة» - اسعد هيكل - تاريخي وثائقي